# (5600) 1991 UY
(5600) 1991 UY es un asteroide perteneciente al cinturón de asteroides descubierto el 18 de octubre de 1991 por Seiji Ueda y el astrónomo Hiroshi Kaneda desde el Kushiro Marsh Observatory, Hokkaido, Japón.

## Designación y nombre
Designado provisionalmente como 1991 UY.

## Características orbitales
1991 UY está situado a una distancia media del Sol de 2,277 ua, pudiendo alejarse hasta 2,575 ua y acercarse hasta 1,980 ua. Su excentricidad es 0,130 y la inclinación orbital 7,029 grados. Emplea 1255,52 días en completar una órbita alrededor del Sol.

## Características físicas
La magnitud absoluta de 1991 UY es 13,3. Tiene 5,882 km de diámetro y su albedo se estima en 0,322. 